# I.Q.
 I.Q. és una pel·lícula estatunidenca - comèdia romàntica - estrenada el 1994 dirigida per Fred Schepisi i protagonitzada per Tim Robbins, Meg Ryan, i Walter Matthau. La música original va ser composta per Jerry Goldsmith. La pel·lícula està centrada en un mecànic i una candidata doctoral de Princeton que s'enamoren, gràcies a l'oncle del candidat Albert Einstein.

## Argument
Ed Walters, mecànic de cotxes, s'enamora sobtadament d'una clienta, l'estudiant d'un doctorat en matemàtiques Catherine Boyd, acompanyada del seu promès, el professor en psicologia experimental James Moreland. Com Catherine ha oblidat el seu rellotge al garatge, Ed la hi porta i es troba cara a cara amb Albert Einstein, l'oncle de Catherine Boyd.
Albert Einstein i els seus amics Nathan Liebknecht, Kurt Gödel i Boris Podolsky estimen que Ed lliga millor amb Catherine que el seu promès i intenten ajudar-lo.

## Repartiment
- Tim Robbins: Ed Walters
- Meg Ryan: Catherine Boyd
- Walter Matthau: Albert Einstein
- Lou Jacobi: Kurt Gödel
- Gene Saks: Borís Podolski
- Joseph Maher: Nathan Liebknecht
- Stephen Fry: James Moreland
- Tony Shalhoub: Bob Rosetti
- Frank Whaley: Frank
- Charles Durning: Louis Bamberger
- Keene Curtis: "Ike" Eisenhower
- Alice Playten: Gretchen
- Danny Zorn: Dennis
- Helen Hanft: Rose
- Roger Berlind: Duncan
- Arthur Berwick: Acadèmic
- Timothy Jerome: Acadèmic
- John McDonough: Acadèmic
- Lewis J. Stadlen: Moderador
- Jeff Brooks: Periodista
- Rex Robbins: Rastrejador
- Richard Woods: Rastrejador
- Daniel von Bargen: Agent Secret
- Jack Koenig: Primer periodista
- Sol Frieder: Professor Loewenstein
- Michelle Naimo Bird: Infermera

## Al voltant de la pel·lícula
La pel·lícula ha estat rodada al Nova Jersey, en particular a Cranbury, a Hopewell, a Lawrenceville School, a Princeton i a Rocky Hill.
Els personatges històrics són transformats per raons dramàtiques :
- Albert Einstein no tenia cap neboda anomenada Catherine Boyd
- Kurt Gödel era cèlebre per la seva timidesa
- Les diferències d'edats no corresponen a la realitat.